# Kích cỡ giường

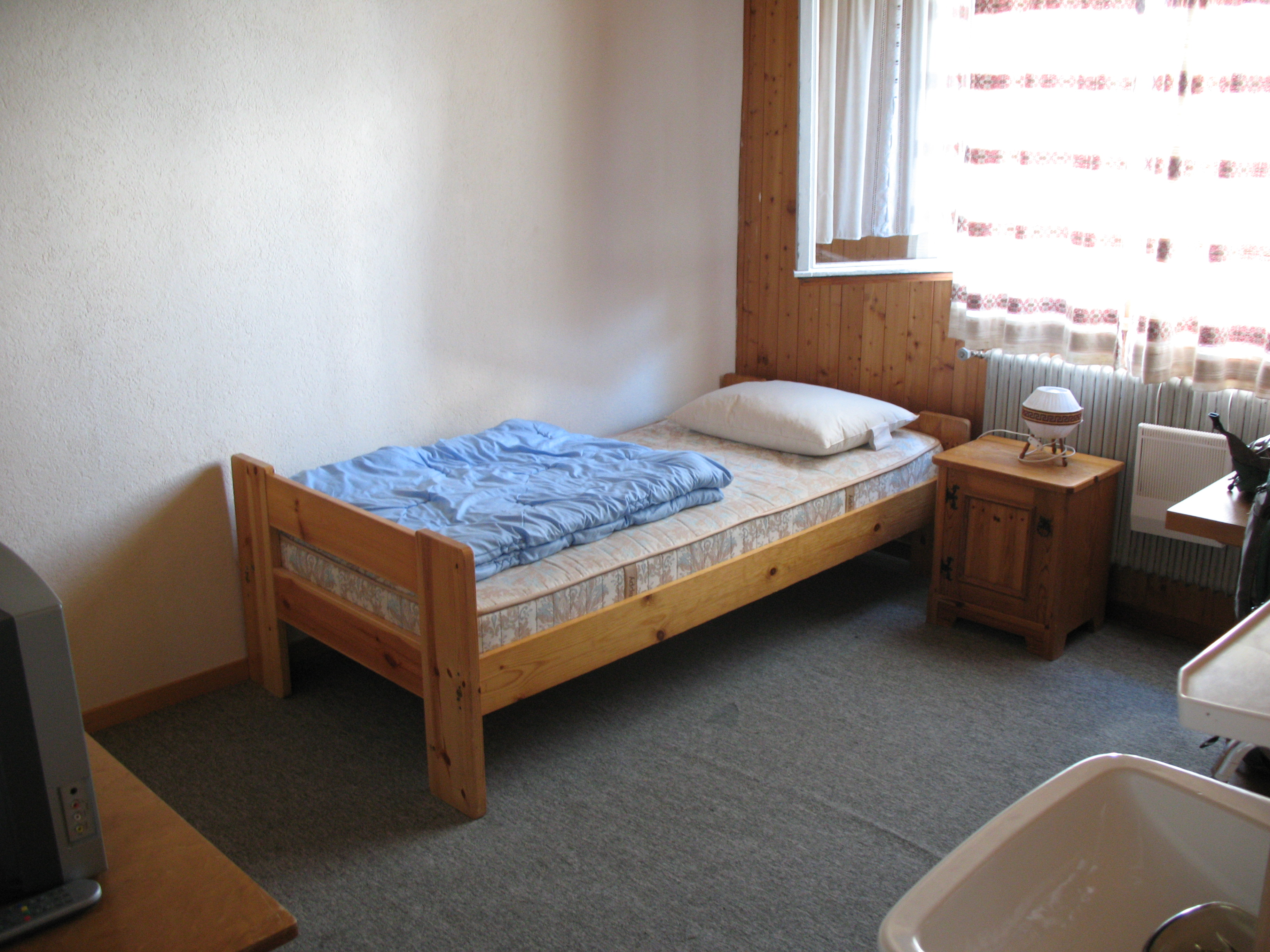
Một cái giường đơn

Kích cỡ giường đi liền với kích cỡ nệm của giường đó. Người ta sản xuất giường với kích cỡ đa dạng, tùy thuộc vào nhu cầu và mục đích sử dụng (một người hay nhiều người nằm).

## Cỡ giường tiêu chuẩn
| Loại giường                                       | Bắc Mỹ                                                             | Nam Mỹ                          | Nam Mỹ                          | Châu Âu                         | Châu Âu                         | Châu Âu                         | Châu Úc                         | Châu Úc                         | Châu Á                          | Châu Á                          | Châu Á                          | Châu Á                          |
| Loại giường                                       | Mỹ và Canada                                                       | Brazil                          | Colombia                        | Châu Âu (đất liền)              | Scandinavia                     | Anh Quốc và Ireland             | Úc                              | New Zealand                     | Trung Quốc                      | Nhật Bản                        | Singapore                       | Thái Lan                        |
| ------------------------------------------------- | ------------------------------------------------------------------ | ------------------------------- | ------------------------------- | ------------------------------- | ------------------------------- | ------------------------------- | ------------------------------- | ------------------------------- | ------------------------------- | ------------------------------- | ------------------------------- | ------------------------------- |
| Đơn nhỏ, Cũi                                      | 76 cm × 191 cm (30 in × 75 in)                                     |                                 | 80 cm × 190 cm (31 in × 75 in)  | 80 cm × 190 cm (31 in × 75 in)  |                                 | 60 cm × 190 cm (24 in × 75 in)  |                                 |                                 | 91 cm × 188 cm (36 in × 74 in)  | 85 cm × 195 cm (33 in × 77 in)  |                                 |                                 |
| Đơn, Đôi                                          | 97 cm × 191 cm (38 in × 75 in)                                     | 88 cm × 188 cm (35 in × 74 in)  | 100 cm × 190 cm (39 in × 75 in) | 90 cm × 200 cm (35 in × 79 in)  | 90 cm × 200 cm (35 in × 79 in)  | 90 cm × 190 cm (35 in × 75 in)  | 92 cm × 188 cm (36 in × 74 in)  | 91 cm × 188 cm (36 in × 74 in)  | 106 cm × 188 cm (42 in × 74 in) | 97 cm × 195 cm (38 in × 77 in)  | 91 cm × 191 cm (36 in × 75 in)  | 107 cm × 198 cm (42 in × 78 in) |
| Đôi dài                                           | 97 cm × 203 cm (38 in × 80 in)                                     |                                 |                                 | 90 cm × 210 cm (35 in × 83 in)  |                                 |                                 |                                 | 91 cm × 203 cm (36 in × 80 in)  |                                 | 97 cm × 205 cm (38 in × 81 in)  |                                 |                                 |
| King đơn, Super đơn                               |                                                                    | 96 cm × 203 cm (38 in × 80 in)  |                                 | 120 cm × 200 cm (47 in × 79 in) |                                 |                                 | 107 cm × 203 cm (42 in × 80 in) | 107 cm × 203 cm (42 in × 80 in) |                                 | 110 cm × 195 cm (43 in × 77 in) | 107 cm × 191 cm (42 in × 75 in) |                                 |
| Đôi nhỏ, 3/4                                      | 120 cm × 190 cm (48 in × 75 in)                                    |                                 | 120 cm × 190 cm (47 in × 75 in) |                                 | 140 cm × 200 cm (55 in × 79 in) | 120 cm × 190 cm (47 in × 75 in) |                                 |                                 |                                 | 122 cm × 195 cm (48 in × 77 in) |                                 |                                 |
| Đôi, Lớn                                          | 130 cm × 190 cm (53 in × 75 in)                                    | 138 cm × 188 cm (54 in × 74 in) | 140 cm × 190 cm (55 in × 75 in) | 140 cm × 200 cm (55 in × 79 in) | 180 cm × 200 cm (71 in × 79 in) | 135 cm × 190 cm (53 in × 75 in) | 138 cm × 188 cm (54 in × 74 in) | 137 cm × 188 cm (54 in × 74 in) | 152 cm × 188 cm (60 in × 74 in) | 140 cm × 195 cm (55 in × 77 in) |                                 | 122 cm × 198 cm (48 in × 78 in) |
| Đôi siêu lớn                                      | 130 cm × 200 cm (53 in × 80 in)                                    |                                 |                                 |                                 |                                 |                                 |                                 |                                 |                                 | 140 cm × 205 cm (55 in × 81 in) |                                 |                                 |
| Queen                                             | 150 cm × 200 cm (60 in × 80 in)                                    | 158 cm × 198 cm (62 in × 78 in) | 160 cm × 190 cm (63 in × 75 in) |                                 |                                 |                                 | 152 cm × 203 cm (60 in × 80 in) | 152 cm × 203 cm (60 in × 80 in) | 182 cm × 188 cm (72 in × 74 in) | 154 cm × 195 cm (61 in × 77 in) | 152 cm × 191 cm (60 in × 75 in) | 152 cm × 198 cm (60 in × 78 in) |
| Siêu lớn, Olympic queen                           | 170 cm × 200 cm (66 in × 80 in)                                    |                                 | 180 cm × 190 cm (71 in × 75 in) |                                 |                                 |                                 |                                 |                                 |                                 |                                 |                                 |                                 |
| King, Eastern King                                | 193 cm × 203 cm (76 in × 80 in) or 200 cm × 200 cm (78 in × 78 in) | 193 cm × 203 cm (76 in × 80 in) | 200 cm × 200 cm (79 in × 79 in) | 160 cm × 200 cm (63 in × 79 in) |                                 | 152 cm × 198 cm (60 in × 78 in) | 183 cm × 203 cm (72 in × 80 in) | 167 cm × 203 cm (66 in × 80 in) | 182 cm × 212 cm (72 in × 83 in) | 170 cm × 195 cm (67 in × 77 in) | 183 cm × 191 cm (72 in × 75 in) | 183 cm × 198 cm (72 in × 78 in) |
| California King, Western King, King dài           | 180 cm × 210 cm (72 in × 84 in)                                    |                                 |                                 |                                 |                                 |                                 | 180 cm × 210 cm (72 in × 84 in) | 200 cm × 200 cm (80 in × 80 in) |                                 | 170 cm × 205 cm (67 in × 81 in) |                                 |                                 |
| Grand King, Super King, Athletic King, Texas King | 200 cm × 250 cm (80 in × 98 in)                                    |                                 |                                 | 180 cm × 200 cm (71 in × 79 in) |                                 | 180 cm × 200 cm (71 in × 79 in) | 203 cm × 203 cm (80 in × 80 in) | 183 cm × 203 cm (72 in × 80 in) |                                 | 194 cm × 205 cm (76 in × 81 in) |                                 |                                 |
| Emperor lớn                                       |                                                                    |                                 |                                 |                                 |                                 | 213 cm × 213 cm (84 in × 84 in) |                                 |                                 |                                 |                                 |                                 |                                 |
| Caesar                                            |                                                                    |                                 |                                 |                                 |                                 | 245 cm × 200 cm (96 in × 79 in) |                                 |                                 |                                 |                                 |                                 |                                 |